# Lev Atamanov
Lev Konstantinovitch Atamanov (en russe : Лев Константинович Атаманов), né Lev Atamanian le 21 février 1905 à Moscou et décédé le 12 février 1981 dans la même ville, est un réalisateur de films d'animation russe et soviétique.

## Filmographie
Source 

### Réalisateur
- 1930 : Quarante cœurs (en russe : Сорок сердец)
- 1931 : La Rue d'en face (animation) (en russe : Улица поперёк) ou Moulinet (animation) (en russe : Вертушка (анимационный))
- 1933 : L'Histoire du taureau blanc (animation) (en russe : Сказка про белого бычка (анимационный))
- 1934 : Blob dans l'Arctique (en russe : Клякса в Арктике (анимационный))
- 1935 : Kliaksa - coiffeur (animation) (en russe : Клякса - парикмахер (анимационный))
- 1938 : Chien et chat (en arménien : Շունն ու կատուն), (Šunn u katun)
- 1941 : Le Prêtre et la Chèvre (en arménien : Տերտերն ու այծը, (Tertern u aytz)
- 1948 : Tapis magique (en arménien : Կախարդական գորգ), (Kakhardakan gorg)
- 1950 : La Cigogne jaune (en russe : Жёлтый аист)
- 1952 : La Fleur écarlate (en russe : Аленький цветочек), (Alenki tsevototchek)
- 1954 : L'Antilope d'or (animation) (en russe : Золотая антилопа (анимационный)) (Zolotaya Antilopa)
- 1955 : Chien et chat (en russe : Пёс и кот), (Pios i kot)
- 1957 : La Reine des neiges (en russe : Снежная королева), (Snejnaïa karoleva)
- 1959 : Voleurs de peinture (animation) (en russe : Похитители красок (анимационный))
- 1959 : Route au printemps (documentaire) (en russe : Дорога весны (документальный))
- 1959 : Route au printemps (animation) (en russe : Дорога весны (анимационный))
- 1961 : La Clé (en russe : Ключ), (Klioutch)
- 1962 : Conte des couleurs des autres (animation) (en russe : Сказка про чужие краски (анимационный))
- 1963 : Blagues (animation) (en russe : Шутки (анимационный))
- 1965 : La Bergère et le Ramoneur (ru) (russe : Пастушка и трубочист (анимационный))
- 1966 : Bouquet (animation) (en russe : Букет (анимационный))
- 1967 : Banc (animation) (en russe : Скамейка (анимационный))
- 1967 : Clôture (dessin animé) (ru)
- 1968 : Kaléidoscope-68 (animation) (en russe : Калейдоскоп-68 (анимационный))
- 1969 : Ballerine sur un bateau (animation) (en russe : Балерина на корабле (анимационный))
- 1970 : C'est à nous (animation) (en russe : Это в наших силах (анимационный))
- 1971 : Persil (film, 1971) (animation) (en russe : Петрушка (анимационный))
- 1972 : Tête haute! (animation) (en russe : Выше голову! (анимационный))
- 1973 : Romans sur l'espace (animation) (en russe : Новеллы о космосе (анимационный))
- 1974 : Le Poney tourne en rond (animation) (en russe : Пони бегает по кругу (анимационный))
- 1975 : Je me souviens... (animation) (en russe : Я вспоминаю... (анимационный))
- 1976 : Un chaton nommé Gav (numéro 1) (animation) (en russe : Котёнок по имени Гав (Выпуск 1))
- 1977 : Un chaton nommé Gav (numéro 2) (animation) (en russe : Котёнок по имени Гав (Выпуск 2))
- 1979 : Un chaton nommé Gav (numéro 3) (animation) (en russe : Котёнок по имени Гав (Выпуск 3))
- 1980 : Un chaton nommé Gav (numéro 4) (animation) (en russe : Котёнок по имени Гав (Выпуск 4))

### Scénariste
- 1933 : L'Histoire du taureau blanc
- 1934 : Blob dans l'Arctique
- 1938 : Chien et chat
- 1948 : Tapis magique
- 1955 : Chien et chat
- 1957 : La Reine des neiges
- 1962 : Conte des couleurs des autres
- 1967 : Banc
- 1968 : Kaléidoscope-68
- 1969 : Violon dans la jungle (animation) (en russe : Скрипка в джунглях (анимационный)), (en arménien : Ջութակը ջունգլիներում)
- 1970 : C'est à nous
- 1971 : Persil (film, 1971)

### Plasticien
- 1928 : Alarme nocturne (animation) (en russe : Ночная тревога (анимационный))

## Distinctions
- Mention spéciale - court métrage au Festival de Cannes (1955)
- Artiste du peuple de la RSFS de Russie (1978)